# Косево (Великопольське воєводство)
Косево (пол. Kosewo) — село в Польщі, у гміні Островіте Слупецького повіту Великопольського воєводства.
Населення — 273 особи (2011).
У 1975-1998 роках село належало до Конінського воєводства.

## Демографія
Демографічна структура станом на 31 березня 2011 року:
|          | Загалом | Допрацездатний вік | Працездатний вік | Постпрацездатний вік |
| -------- | ------- | ------------------ | ---------------- | -------------------- |
| Чоловіки | 142     | 41                 | 84               | 17                   |
| Жінки    | 131     | 37                 | 65               | 29                   |
| Разом    | 273     | 78                 | 149              | 46                   |